# Jaserán
Se llama jaserán, jasarán o jacerina a un tipo de armadura quizá importado de Oriente por los Cruzados y que más tarde se confundió con el hauberto. 
Según Littré y otros etimologistas, jaserán viene del español Jazerino, argelino, y puede haber sido aplicado este nombre a las armaduras de escamas cosidas o clavadas sobre una tela fuerte o cuero. 
Angelucci cree que el término de malla plata, como el de jaserán, significaban lo mismo aplicándose a la malla anillada hecha con alambre plano.
Otros autores aceptan la aplicación de la palabra jaserán a las armaduras de pequeñas placas.